# Skullboot
Ein Skullboot ist im Rudersport ein Rennruderboot oder ein Gigruderboot, welches von den Ruderern mit Skulls fortbewegt wird. Jeder Ruderer treibt das Boot dabei mit jeweils einem Skull auf der Steuerbord- und auf der Backbordseite an. Diese Bauweise steht im Gegensatz zu Riemenbooten, die für jeden Ruderer einseitige „Ruder“ vorsehen (Zweier ohne Steuermann, Zweier mit Steuermann, Vierer ohne Steuermann, Vierer mit Steuermann und Achter). 
Beispiele für Skullbootsklassen im modernen Rudersport sind:
- Einer (Skiff)
- Doppelzweier
- Doppelvierer (mit oder ohne Steuermann)
- Doppelachter mit Steuermann (seltener im Training genutzt)

Anders als bei den Riemenbooten kann die Mannschaft in Skullbooten auch aus einer ungeraden Anzahl von Ruderern bestehen, da keine signifikanten Unterschiede zwischen den Antriebskräften auf der Steuerbord- und der Backbordseite auftreten. Gierbewegungen sind in den Skullbooten deshalb üblicherweise kein Problem. Für den Trainingsbetrieb werden von den Bootswerften aus diesem Grund Bootsklassen wie der „Doppeldreier“ oder „Doppelfünfer“ in Gigbauweise gebaut, die sich in Vereinen hoher Beliebtheit erfreuen. Sie können auf Regatten zwar nicht genutzt werden, ermöglichen aber die Zusammenstellung von Mannschaften unabhängig von der Teilnehmerzahl der Trainingseinheit.